# Antrim

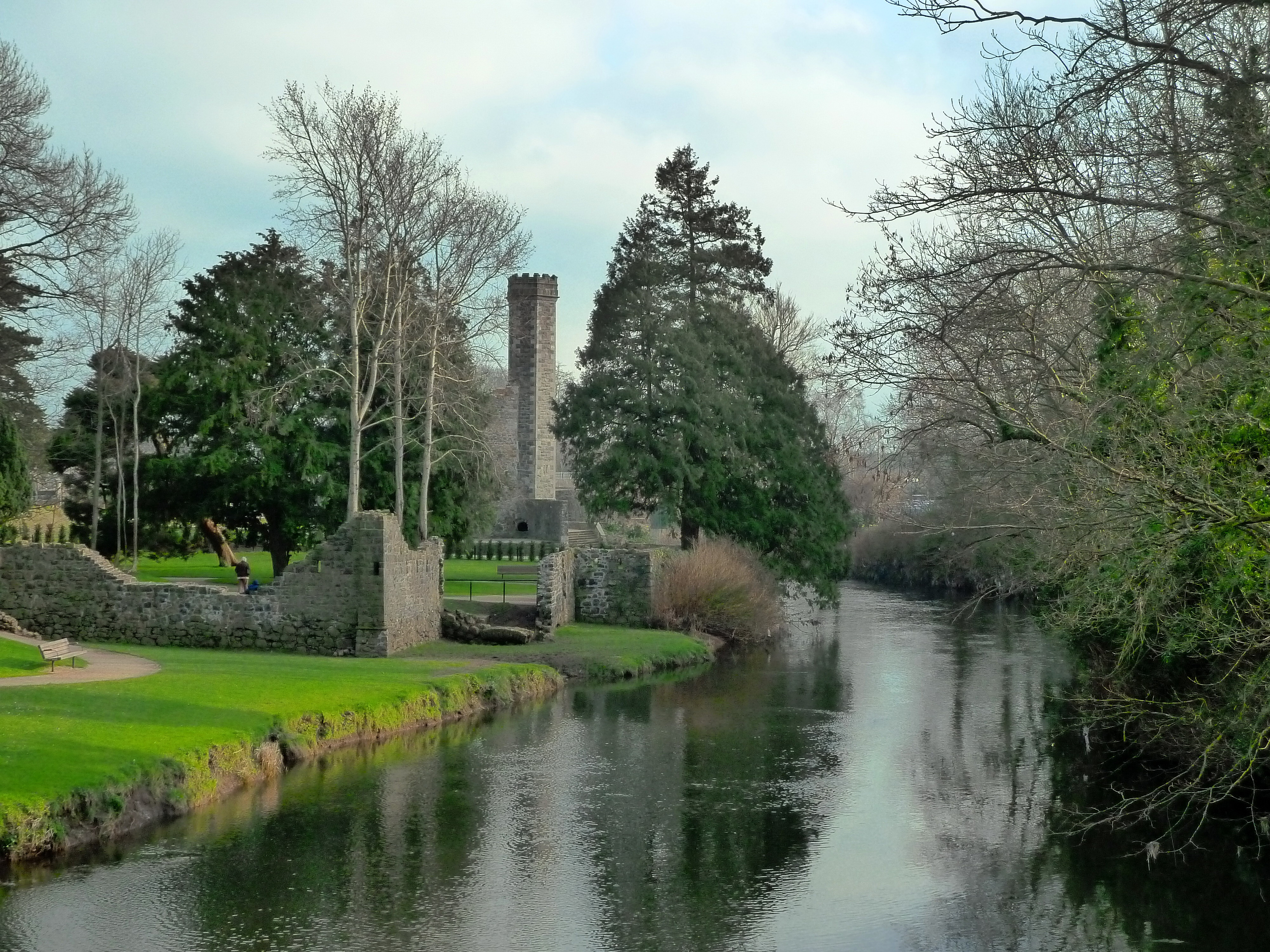
Jardines del Castillo de Antrim

Antrim ([ˈeːnˠt̪ˠɾˠɪmʲ] en irlandés, Aontroim, que significa "cordillera solitaria") es una ciudad ubicada en el Municipio de Antrim and Newtonabbey, en el condado de Antrim, Irlanda del Norte. Según el censo de 2021, tiene una población de 25 464 habitantes.
Está localizada en la ribera del río Six Mile Water, en la orilla noreste del lago Neagh.
Es el centro administrativo del condado de Antrim.
La localidad ganó fama en 2004 con la apertura del Centro Comercial Internacional Junction One, que fue, hasta la apertura de uno similar cerca de Banbridge, el único de Irlanda del Norte.

## Historia
En esta localidad se libró una batalla entre Inglaterra e Irlanda durante el reinado de Eduardo III; y en 1642 tuvo lugar una batalla naval en el lago de Neagh: el vizconde de Massereene y Ferrard (que erigió el Castillo de Antrim en 1662) tuvo el derecho de librar la batalla naval en el lago. Durante la rebelión irlandesa de 1798, el 7 de junio de 1798 los rebeldes de la Sociedad de los Irlandeses Unidos atacaron sin éxito la ciudad bajo las órdenes de Henry Joy McCracken, acabando así la batalla de Antrim. El gobernador del condado, Lord O'Neill, fue mortalmente herido en la batalla. Antes del Acta de Unión, Antrim devolvió a dos miembros al parlamento en virtud de las cartas de patentes concedidas en 1666 por Carlos II de Inglaterra.

## Geografía

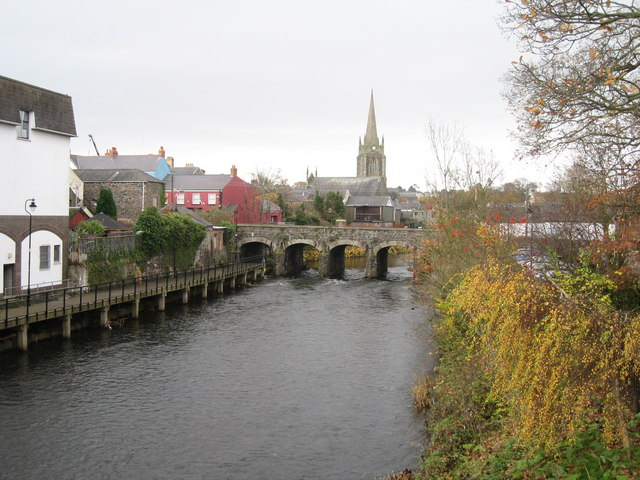
Iglesia y puente en las cercanías del río Six Mile Water.

Las divisiones y suburbios de Antrim incluyen Ballycraigy, Carnbeg, Caulside, Dublin Road, Greenvale, Greystone, Islandbawn, Meadowlands, Muckamore, Newpark, Niblock, Parkhall, Rathenraw, Riverside, Springfarm, Steeple, Stiles, The Folly y Townparks.
Ballycraigy, Steeple y Stiles se considerarían principalmente protestantes [cita requerida], mientras Rathenraw sería la zona católica [cita requerida].

## Demografía
Antrim es clasificada como una gran ciudad por la Agencia de Investigación y Estadísticas de Irlanda del Norte (NISRA) (población entre 18 000 y 75 000 habitantes).
De los datos preliminares del censo de 2021 surgió que la localidad tenía una población de 25 606 habitantes. De ese total,
- el 51.2 % de los habitantes de la localidad eran mujeres y el 48.8% eran hombres;[5]
- el 48.28 % de los habitantes era protestantes o profesaban otra religión cristiana, el 34.55 % eran católicos, el 14.87 % no profesaba ninguna religión y el 2.30 % eran de otras religiones.[6]

## Lugares de interés

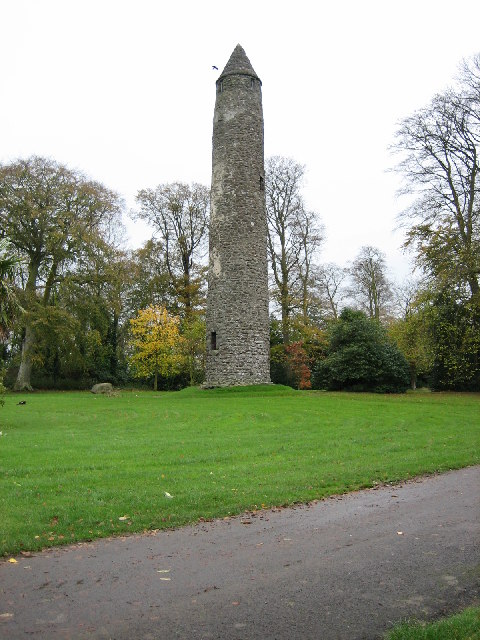
Torre circular de Antrim

Hay muchos edificios históricos en la ciudad, especialmente dentro y alrededor de High Street. El palacio de justicia se encuentra al final de la calle, cerca de la puerta de Barbican, la antigua entrada al Castillo de Antrim. También hay joyas ocultas, como una herrería del siglo XIX (actualmente es una tienda) en Bridge Street, con el distintivo de una herradura en la entrada.
Otros edificios históricos destacados son los siguientes:
- Castillo de Shane y Castillo de Antrim
- A una milla del centro de la ciudad se encuentra la torre circular más perfecta de Irlanda, de 28 m (93 pies) de altura y 15 m (50 pies) de circunferencia en la base. Se halla en los terrenos de Steeple, donde también está la "Piedra de las Brujas", un monumento prehistórico.
- Había un castillo, cerca del río Six Mile Water, que fue destruido en un incendio en 1922. Todo lo que queda es una torre octogonal.
- El río permitió que se estableciera la industria del lino. Fue sustituida por un Parque Tecnológico, el único de Irlanda del Norte.
- El Mercado de Antrim es un edificio de dos plantas construido en 1726. Antiguamente un juzgado, ha sido recientemente reciclado y es utilizado como centro de información turística.

## Transporte
La estación de ferrocarril de Antrim se abrió el 11 de abril de 1848, y se cerró para el tráfico de mercancías el 4 de enero de 1965.

## Educación
- Escuela Secundaria de Antrim
- Parkhall College
- Escuela Primaria de Antrim
- Escuela Primaria St Comgall
- Escuela Primaria Greystone
- Escuela Primaria Ballycraigy
- Escuela Primaria St Joseph

## Deportes
- Club de Hockey Antrim
- Chimney Corner Football Club